# Sheffield (Kornwalia)
Sheffield – wieś w Anglii, w Kornwalii. Leży 4 km na południe od miasta Penzance i 414 km na zachód od Londynu.